# Col de la Schlucht
Le col de la Schlucht [ʃluxt]  est l'un des principaux cols du massif des Vosges, situé entre les communes du Valtin (Vosges) et de Stosswihr (Haut-Rhin), assurant les liaisons entre ces deux départements.

## Toponymie
L'appellation provient du mot allemand die Schlucht signifiant « la gorge », « le défilé », et se prononce [ʃluxt]. Les Vosgiens prononcent [ʃlut][citation nécessaire].
Le col se nomme lo Schluy en dialecte vosgien, ce qui en fait un toponyme de genre masculin très ancien. L'expression alsacienne in der Schlucht est attestée plus récemment en 1407. Il est facile de retrouver le diminutif dans la chaume voisine du Chitelet (alsacien Schliechtli en 1597). Le terme désigne une gorge ou une passée entre étranglements rocheux. La dénomination actuelle est une adaptation récente de l'allemand ou alsacien moderne de genre féminin, die Schlucht.

## Géographie
Situé à une altitude de 1 139 mètres, le col de la Schlucht fait communiquer les vallées lorraines de la Meurthe et de la Vologne avec la vallée alsacienne de la Fecht, un affluent de l'Ill. Les sources de la Meurthe et de la Fecht sont voisines du col de la Schlucht. La première coule sur les hauteurs entre le Collet et la Schlucht, la Fecht apparaît côté alsacien au sud des Trois-Fours. Gérardmer et Munster sont respectivement à quinze et dix-huit kilomètres de part et d'autre du col, traversé par la D 417.
La ferme auberge des trois Fours est un lieu d'accueil pour les marcheurs.

## Histoire
Le profil trop escarpé du versant alsacien faisait jadis négliger ce passage au profit du Hohneck. Ce n'était qu'un sentier montagnard au milieu des chaumes du Montabey, entre le Tanet ou Haut Fourneau au nord, et le Spitzenfels au début du massif du Hohneck au sud.
Une route est créée ex nihilo entre 1842 et 1869. Elle relie la vallée de la Fecht et Colmar à la vallée des Lacs et Gérardmer. Au départ, c'est l'initiative privée qui édifie la première voie carrossable. L'oncle Frédéric Hartmann (1772-1861) et le neveu Frédéric Hartmann (1822-1880) en sont les maîtres d'œuvre jusqu'en 1861. Avant 1858, la famille d'industriels munstériens Hartmann avait fait ériger à l'emplacement de la ferme du col un relais de chasse. Elle l'agrandit sous la forme d'un grand chalet. Pour accueillir durant l'été 1860 Napoléon III et sa cour venus inaugurer la route privée qui établit la communication entre les territoires communaux de Stosswihr (Haut-Rhin) et du Valtin (Vosges), la bâtisse est transformée rapidement en gigantesque chalet-hôtel à la mode suisse. La route est ensuite reprise par l'autorité publique : du Collet vers Gérardmer, elle est construite, de 1861 à 1869, par les services vicinaux du département des Vosges, dirigés par Henri Hogard qui en a préalablement proposé le tracé.

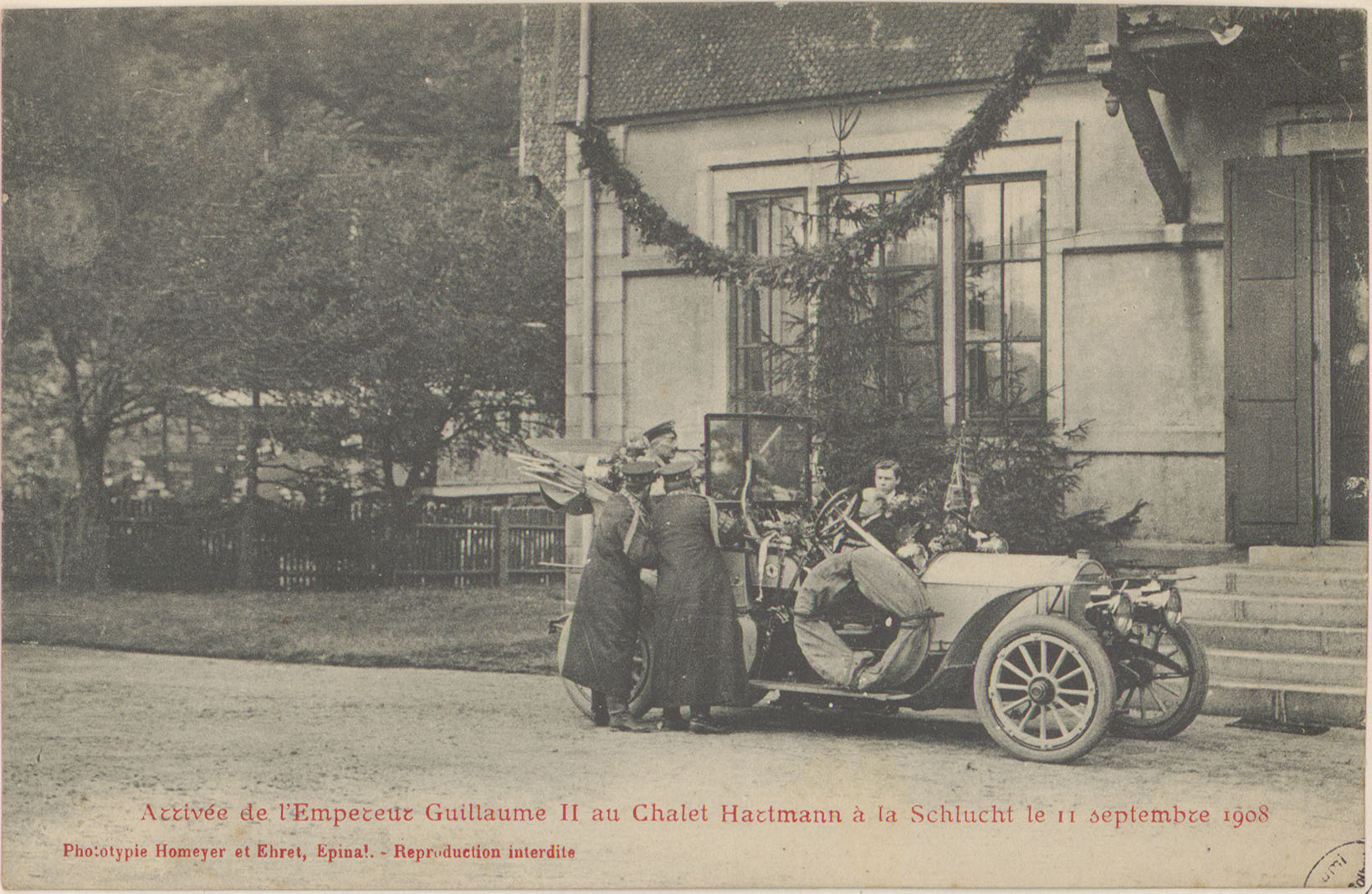
Arrivée de Guillaume II au chalet Hartmann le 11 septembre 1908.

En 1864, le chalet Hartmann, encore embelli, est converti en hôtel pour conserver le souvenir du passage de l'Empereur et de sa cour. Le lieu est désormais prestigieux et diverses célébrités notables y séjourneront. Napoléon III et sa cour fastueuse y reviennent d'ailleurs en 1865 et 1867. Des ministres et des prélats y séjournent dans un cadre luxueux. Ce lieu, à proximité du poste frontière après l'annexion de l'Alsace en 1870, est choisi en 1908 par le Kaiser Guillaume II pour sa villégiature estivale et le col est un point touristique très fréquenté à la Belle Époque. L'ancien chalet-hôtel Hartmann est finalement laissé à l'abandon fin 1930. Il est détruit en 1946. Au croisement de la route des Crêtes et de la route (inter)départementale, la Schlucht, qui possède désormais un équipement hôtelier et une station de sports d'hiver réputée aux Trois-Fours, attire toujours un public huppé, raison pour laquelle Adolf Hitler y séjourne en 1940[réf. nécessaire]. Les aménagements effectués à la fin du XIXe siècle ont inversé la tendance. De 1871 à 1918, le col de la Schlucht est un poste frontière stratégique entre la France et l'Allemagne. Pendant cette période, deux lignes de tramway électrique furent ouvertes : la première, inaugurée le 29 juin 1904 sur le parcours Gérardmer - Retournemer - la Schlucht - le Hohneck, et la seconde, à crémaillère, le 13 mai 1907 sur le parcours Munster - la Schlucht. Si la seconde a disparu à cause de la guerre dès 1914, la première fut exploitée jusqu'en 1939, malgré une collision dramatique au Hohneck le 14 juillet 1923 qui fit quatre morts et dix-neuf blessés. Le trajet total de Gérardmer à Munster, avec changement à la frontière, durait 2 h 30.
C'est un des points de passage de la route des Crêtes créée par l'armée française pendant la Première Guerre mondiale. Du col des Bagenelles au Markstein, le corps du génie, pour établir un nécessaire soutien logistique en arrière du front avancé en Alsace, a construit cette route stratégique dès août 1914. Démilitarisée, elle fut ouverte au public et à la circulation après 1920. Ainsi, on peut rester à proximité de la crête principale des Vosges sur une quinzaine de kilomètres vers le nord et sur une quarantaine de kilomètres vers le sud.

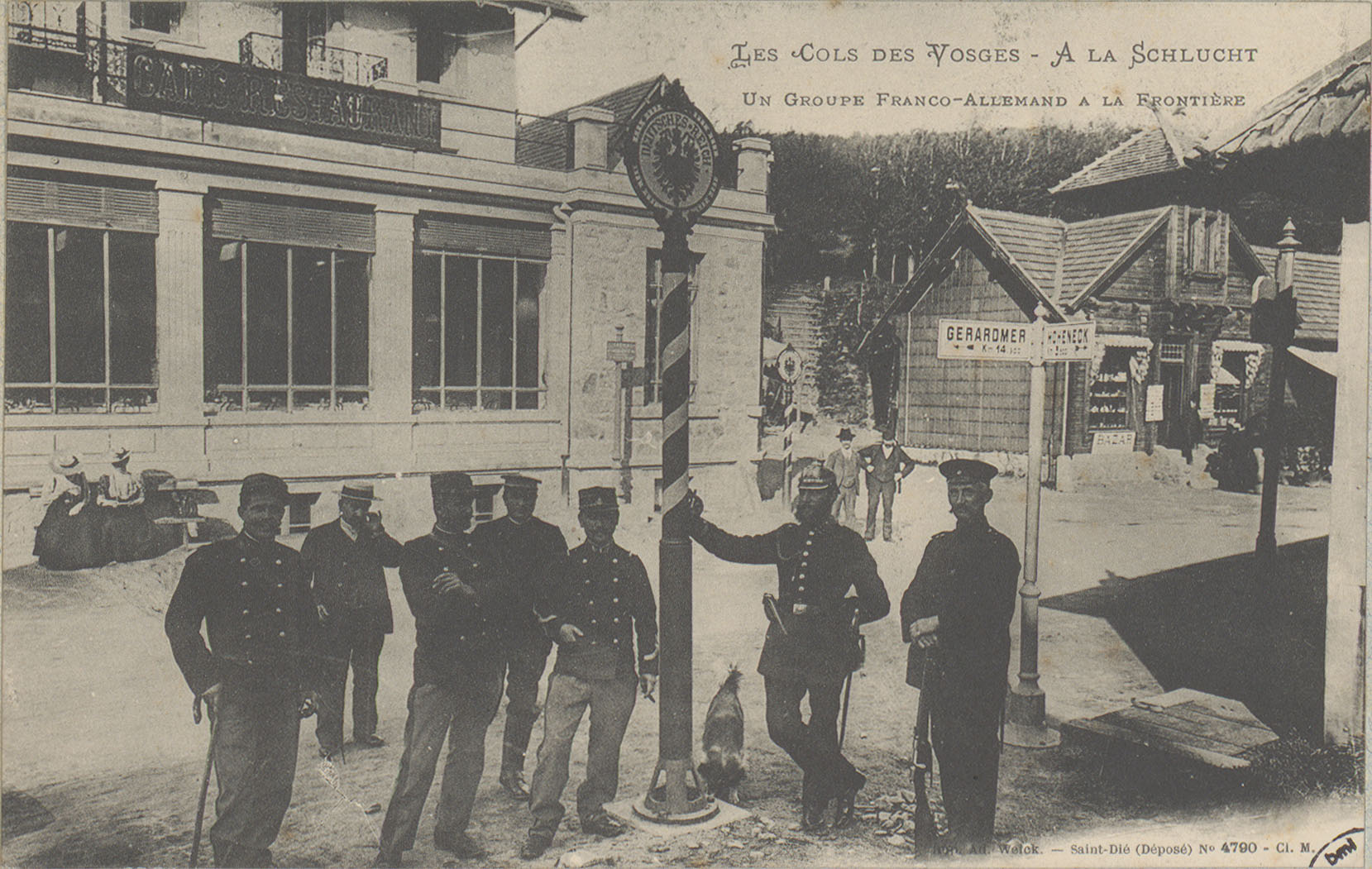
Un groupe franco-allemand à la frontière (photographie Adolphe Weick).
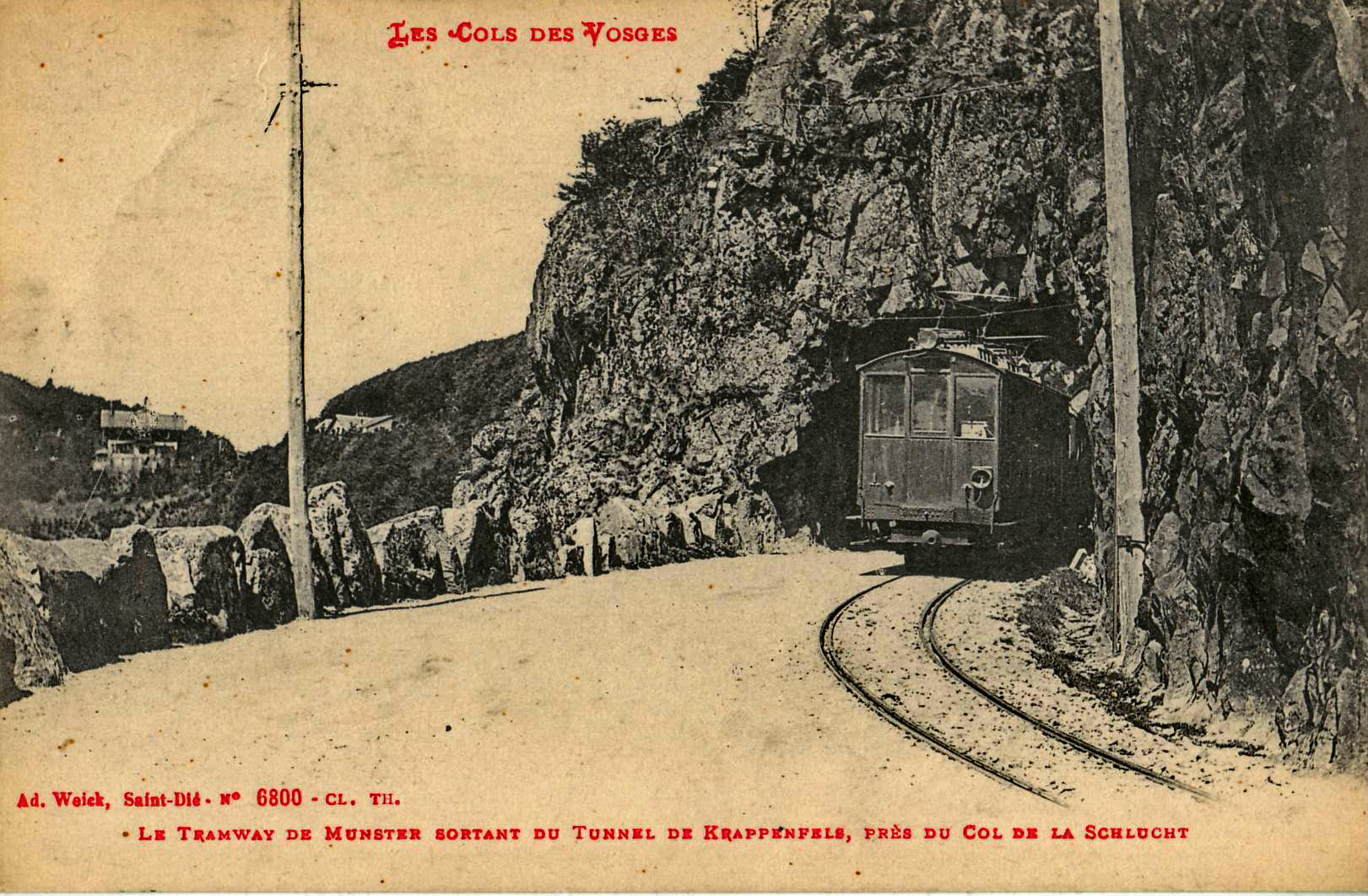
Rame du tramway de Munster à la Schlucht (photographie Adolphe Weick).
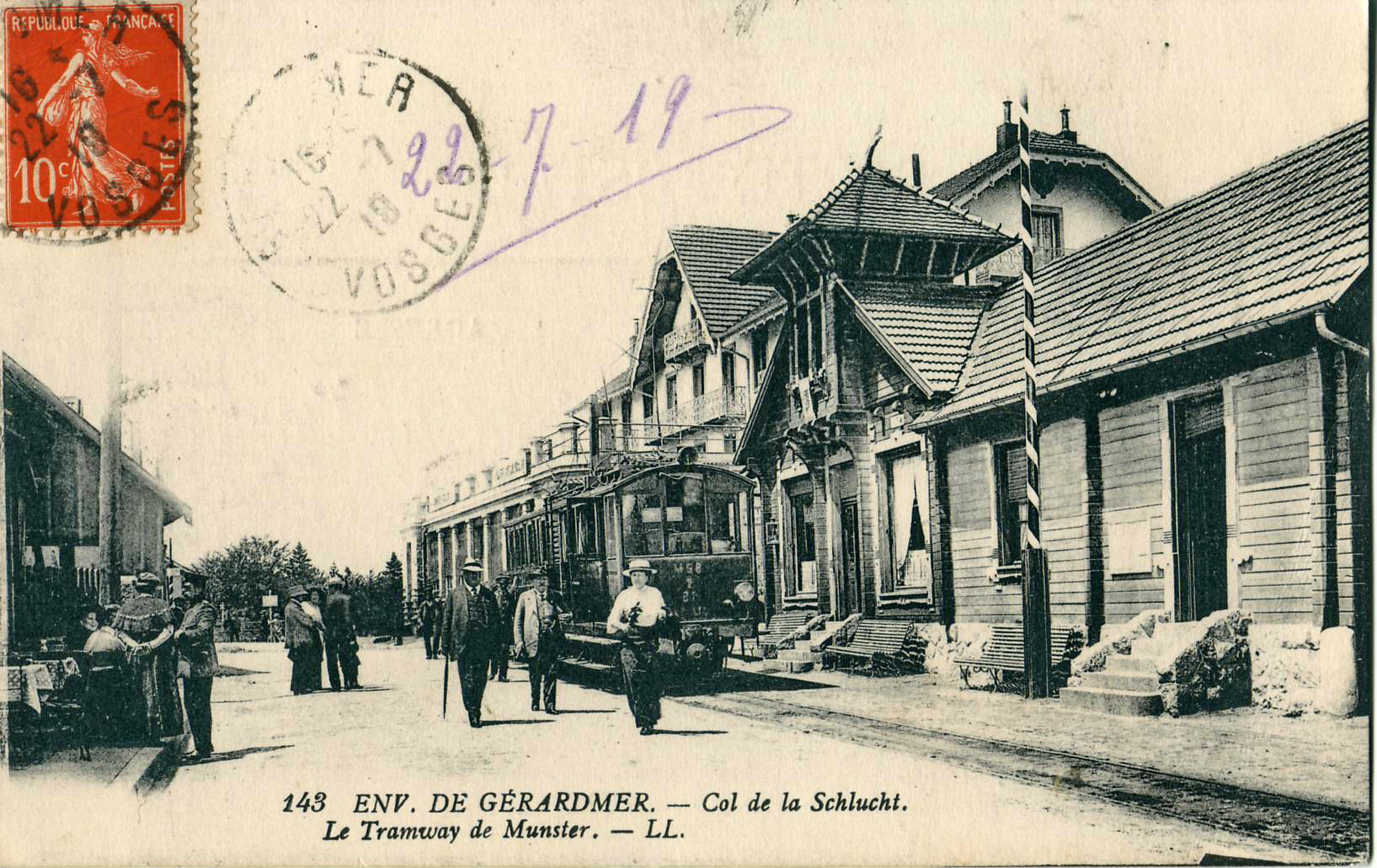
Le tramway de Munster à la Schlucht devant le poste frontière du col de la Schlucht dont l'ornementation du faîte en drakstil fait référence à la décoration de pignon nordique en vogue au XIXe siècle.
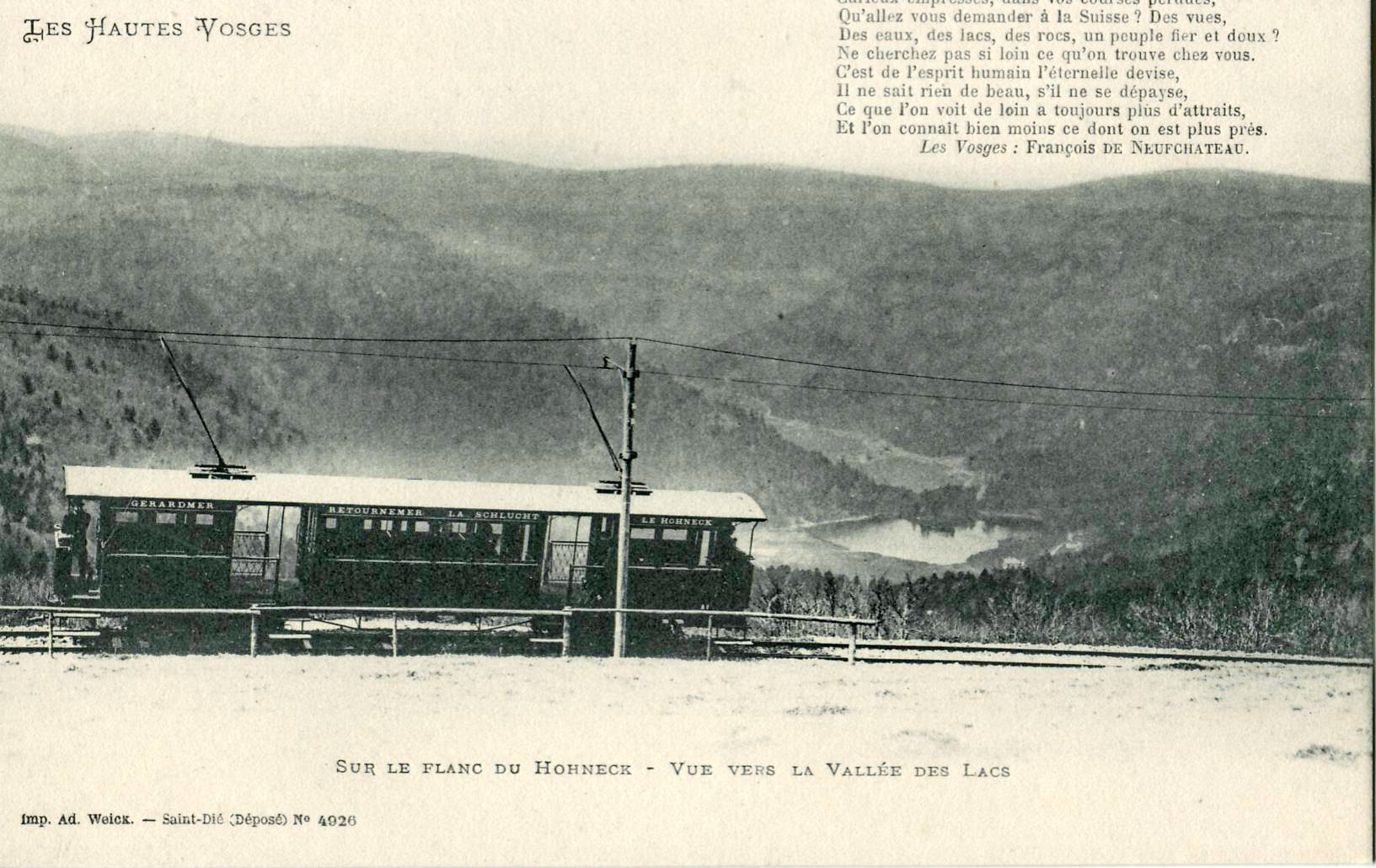
Le tramway de Gérardmer (photographie Adolphe Weick).

De 1903 à la Première Guerre mondiale, l'ancienne ferme-marcairie du Montabey — située sur le versant sud du col — accueillait un jardin d'altitude, annexe du jardin botanique de Nancy. Il fut reconstruit un peu plus loin, au Haut Chitelet, en 1954.
Les sports d'hiver se sont développés précocement. Un championnat militaire de sports d'hiver, incluant le ski, la luge, le bobsleigh ou encore le ski joëring est organisé en 1910.
La chapelle Notre-Dame-des-Chaumes, construite à la fin des années 1950 et longtemps faussement attribuée[Par qui ?] à Le Corbusier[réf. nécessaire], a été dessinée par Maurice Balland.
Un espace de découverte est créé par le Conseil départemental des Vosges en 2019, au premier étage du bâtiment Tétras 1139, afin de faire connaître l'histoire du col et du massif.

## Sports

### Sports d'hiver

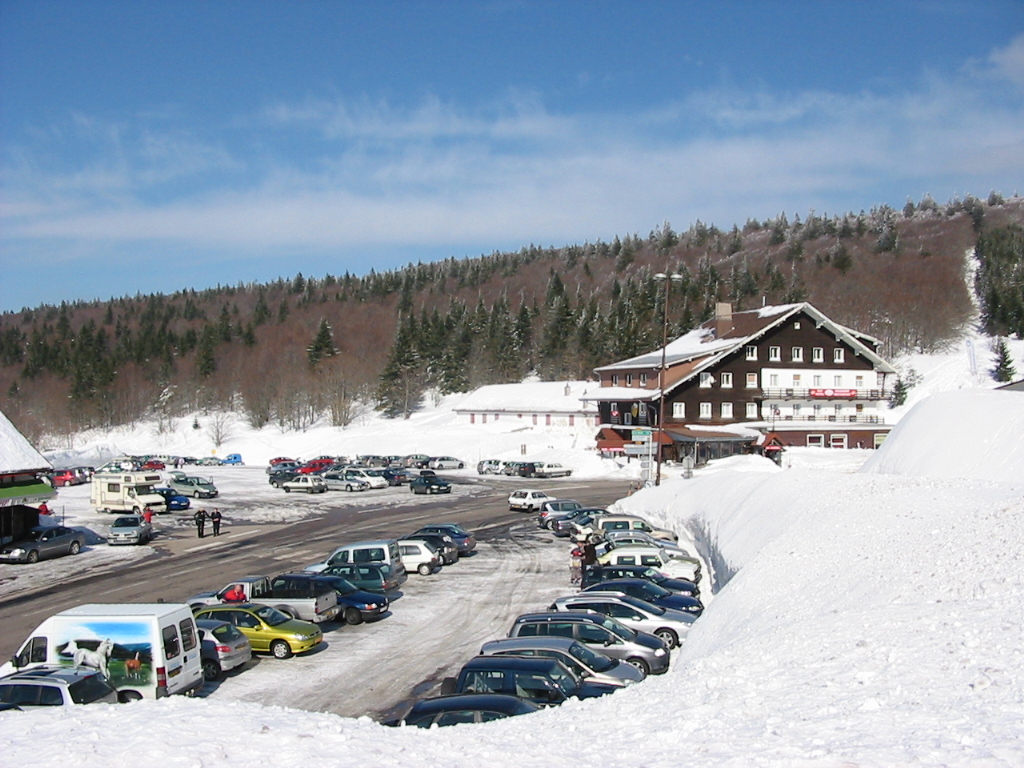
Les dernières neiges en mars.

La Schlucht proposa dès 1905 des compétitions de ski. Elle inaugura dès février 1937 le premier téléski des Vosges et la première école du ski français créée dans les Vosges par Jean-Marie Leduc en 1949. Il existe un centre école de ski de fond. L'équipement hôtelier comporte plusieurs hôtels, des restaurants et des chalets.
Jusqu'en 1965, les frères Rémy, hôteliers bressauds, orientaient leur clientèle sportive vers le col de la Schlucht. Un des frères, Jean-Marie Rémy, prend la tête d'une société qui installe alors un premier téléski au Chitelet, en tête de la vallée de la Vologne. C'est le début du développement du domaine skiable de la station connue aujourd'hui sous le nom de La Bresse Hohneck. Sa société va jusqu'à envisager de connecter les domaines skiables qu'elle gère de la Schlucht, du Collet et de La Bresse Hohneck, ce qui n'aboutit finalement pas. Il investit en 1981 dans la résidence des Vallées, puis dans le développement d'une station dans le haut de la vallée de Vologne (ainsi nommée par abus de langage, car il s'agit en fait de la haute vallée de la Moselotte, qui descend vers La Bresse depuis le col des Feignes sous Vologne — à proximité duquel ont été installées en 1965 les remontées mécaniques qui montent vers le Chitelet et le Hohneck —, à ne pas confondre avec la vallée de la Vologne, qui prend sa source de l'autre côté dudit col). Il généralise l'usage des canons à neige dès 1987. Sa société, Rémy Loisirs, future Labellemontagne, par ailleurs présente dans les Alpes françaises, est actuellement à la tête du plus grand domaine skiable de l'Est français.
Aujourd'hui (2021), le domaine skiable de la Schlucht propose deux remontées mécaniques et deux pistes bleues appréciées par les débutants. Le vélo tout-terrain et la luge d'été attirent également les touristes aux autres saisons.

### Tour de France cycliste

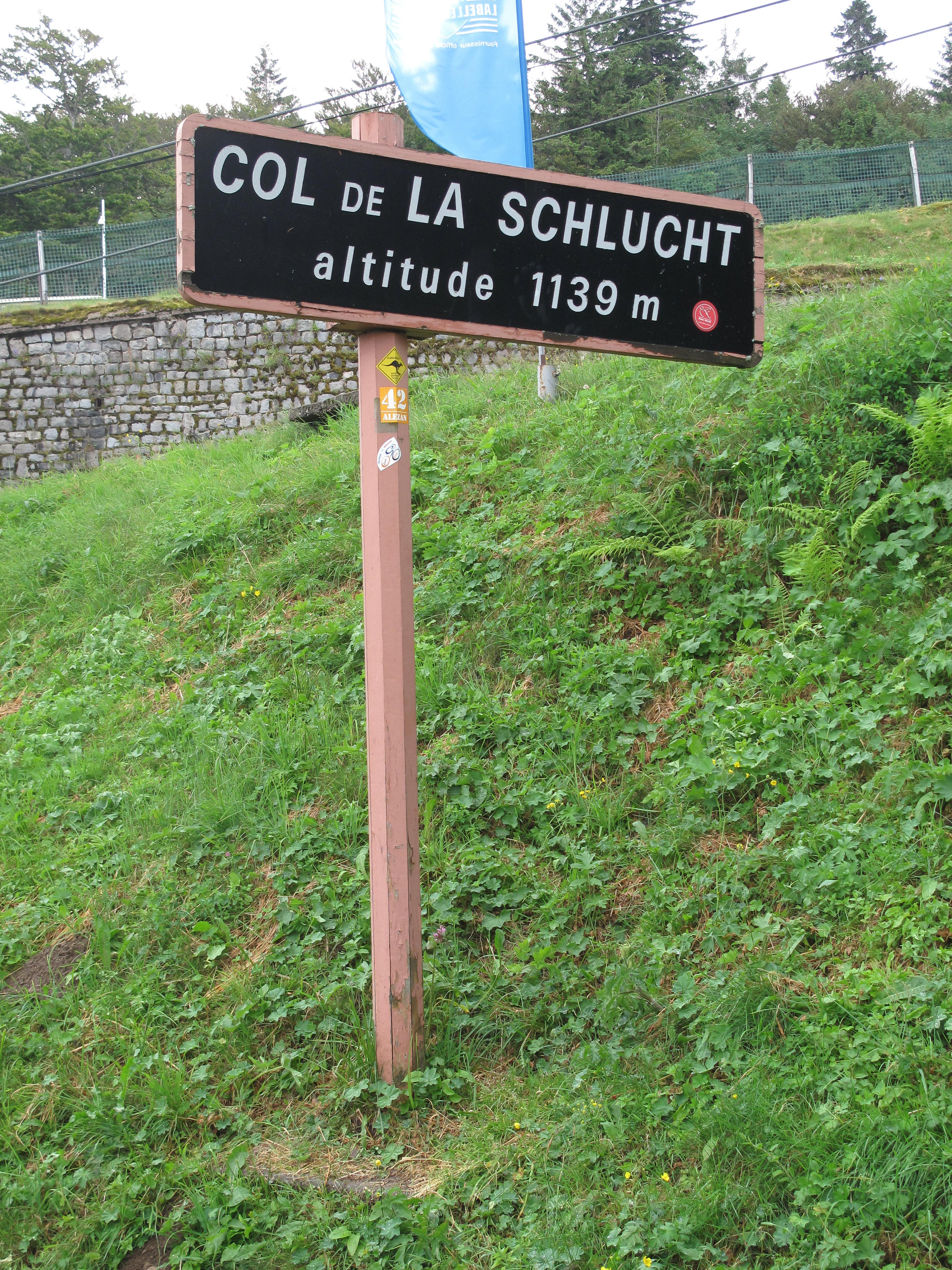
Panneau indiquant l'altitude du col à 1139 mètres d'altitude.

Le Tour de France est passé à douze reprises par le col de la Schlucht, dont une fois hors grand prix de la montagne. Voici, selon les années, les coureurs ayant franchi le col en premier :
| Année | Étape | Catégorie | Premier au sommet  |
| ----- | ----- | --------- | ------------------ |
| 2023  | 20    | 3         | Giulio Ciccone     |
| 2014  | 9     | 2         | Thomas Voeckler    |
| 2009  | 13    | 2         | Ruben Perez Moreno |
| 2005  | 8     | 2         | Andreas Klöden     |
| 1992  | 11    | 2         | Fabio Roscioli     |
| 1976  | 7     |           | hors GPM           |
| 1973  | 5     | 2         | Charly Grosskost   |
| 1970  | 9     | 2         | Silvano Schiavon   |
| 1969  | 5     | 3         | Mariano Díaz       |
| 1961  | 6     | 3         | Joseph Planckaert  |
| 1957  | 7     | 3         | Louis Bergaud      |
| 1931  | 20    |           | passage groupé     |

### Randonnée

#### Sentiers de grande randonnée
Le GR5 traversant les Vosges selon un axe nord-sud passe par le col de la Schlucht en suivant les crêtes entre le col du Bonhomme et le Hohneck. Il croise au col une de ses variantes, le GR 531.

#### Le sentier des Roches
Le col de la Schlucht est le point de départ d'une randonnée des Hautes-Vosges et des Crêtes, le sentier des Roches, appelé en Alsace Strohmeyerpfad. Ce sentier — le plus réputé des Hautes-Vosges — a été ouvert en 1910 par Henri Strohmeyer, alors président du Club vosgien de la vallée de Munster. Pfàd signifie « chemin pédestre » en alsacien.
Depuis le col de la Schlucht, peu après avoir entamé la descente de la route vers Munster, en contrebas à droite, débute ce pittoresque chemin pédestre de montagne longeant les falaises côté alsacien, traversant les moraines, par endroits taillé dans la roche où un tunnel a même été aménagé. Il faut parfois emprunter des passerelles pour franchir des fossés et gravir les parois. Une vue panoramique sur l'Alsace et, selon le temps, sur les Alpes bernoises permet d'admirer les paysages. Le chemin mène, selon la longueur qu'on lui accorde, soit à la chaume du Frankental puis au Hohneck par une remontée escarpée vers les sommets vosgiens, soit à la chaume des Trois-Fours par une longue remontée en lacets. Depuis le Hohneck ou les Trois-Fours, on peut aisément revenir au col de la Schlucht par la crête et finir ainsi la randonnée en boucle.
En hiver, le sentier des Roches est très dangereux et impraticable.

#### Les crêtes des Vosges de la Schlucht au Hohneck
Une randonnée plus facile et praticable en hiver en ski de fond ou en raquettes consiste, à partir du col de la Schlucht, à monter sur la crête en direction du sud jusqu'au Hohneck en passant par la chaume des Trois-Fours. Le retour se fait par le même chemin.

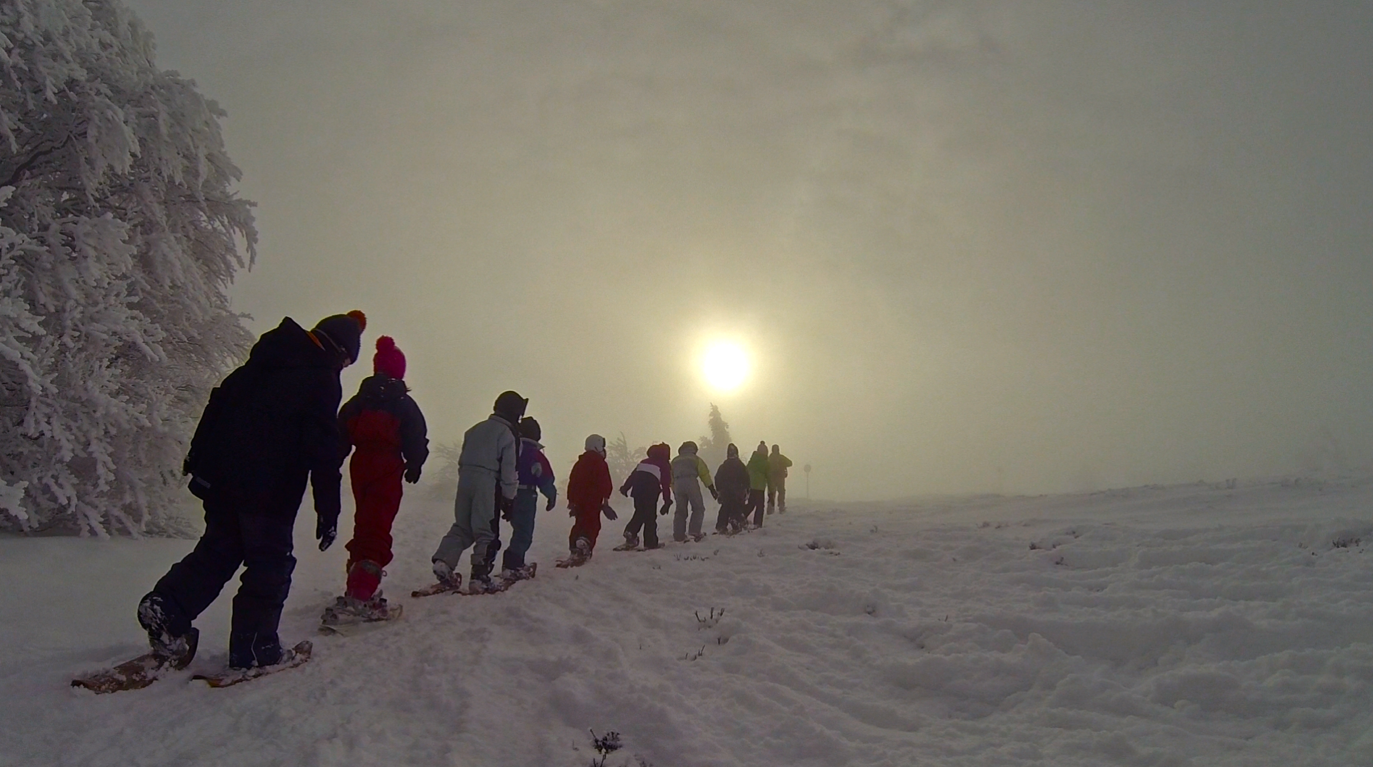
Sortie raquette au col de la Schlucht 2015.
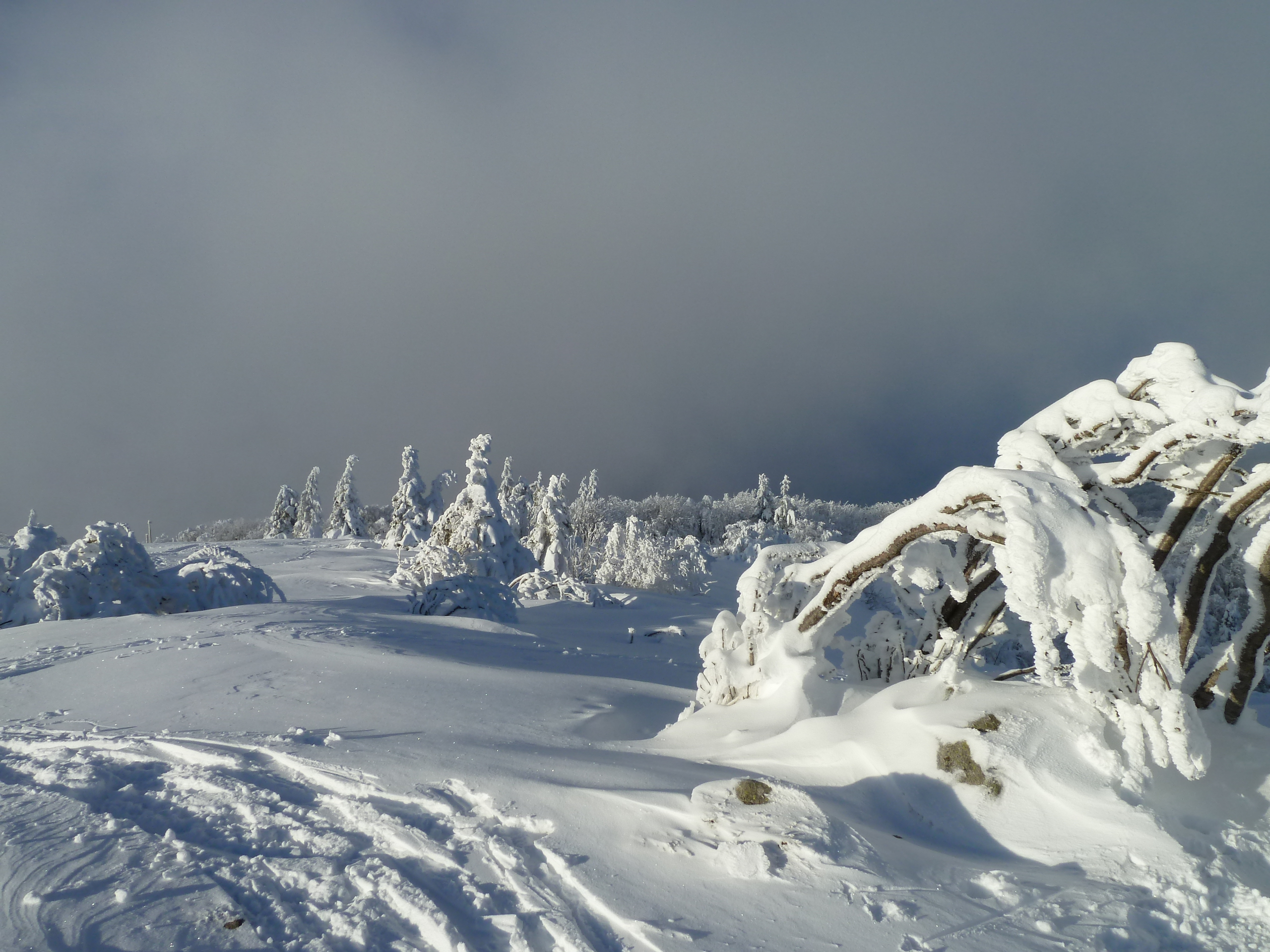
Les hauts de la Schlucht en hiver, arbres recouverts de neige en décembre 2012.
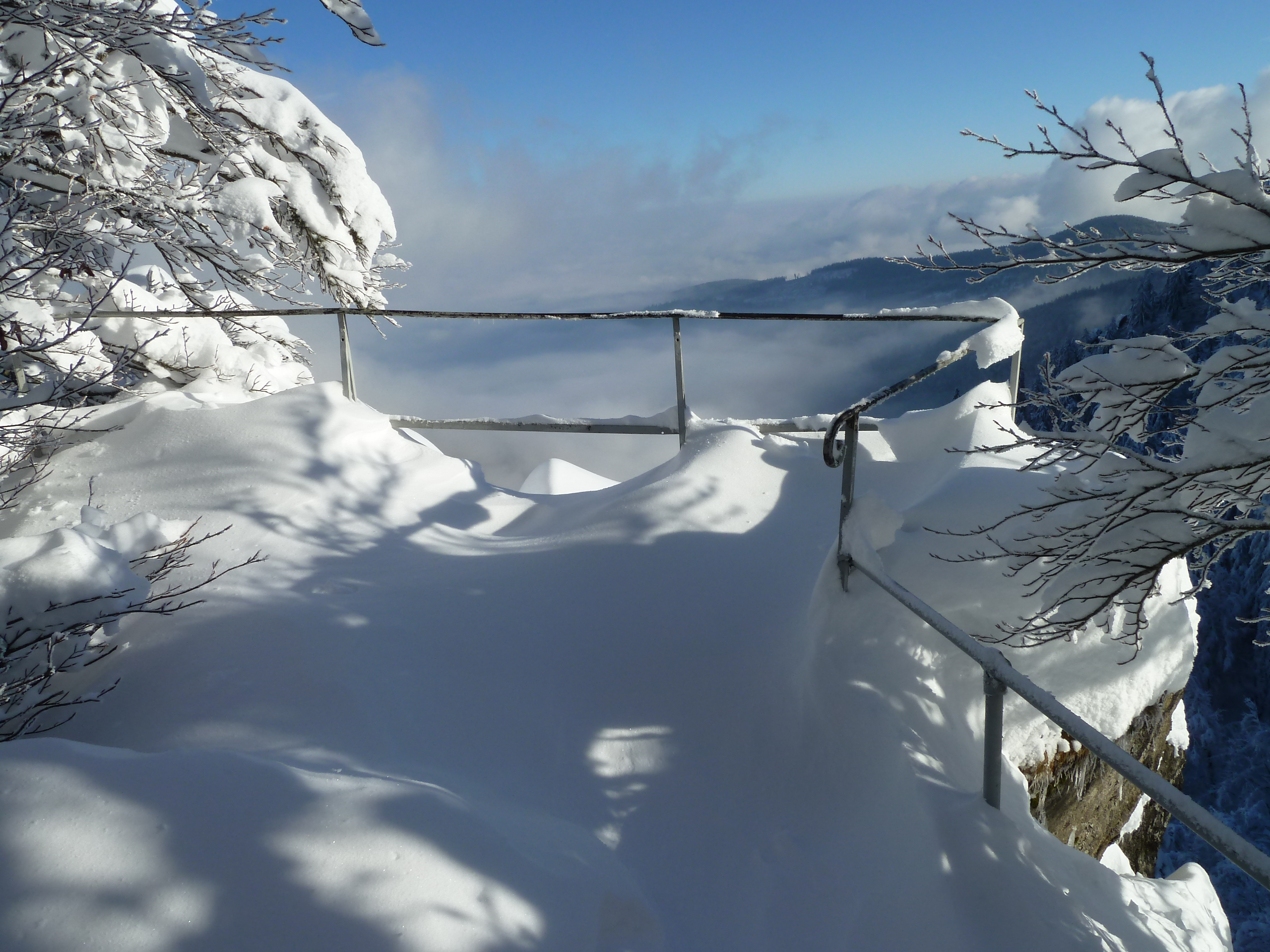
Les hauts de la Schlucht en hiver, une balustrade au bord du précipice alsacien.
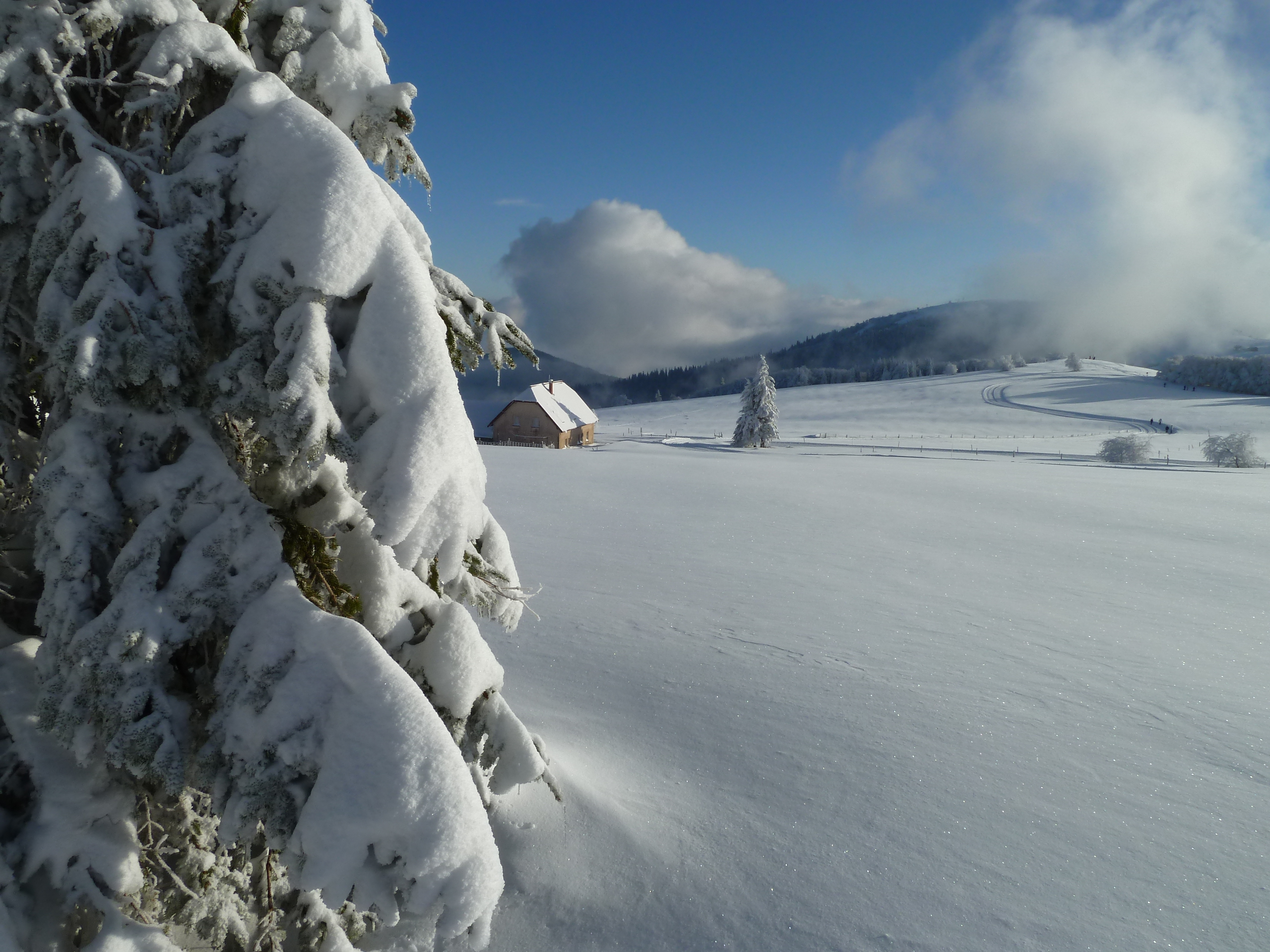
Les hauts de la Schlucht en hiver, la chaume des Trois fours.
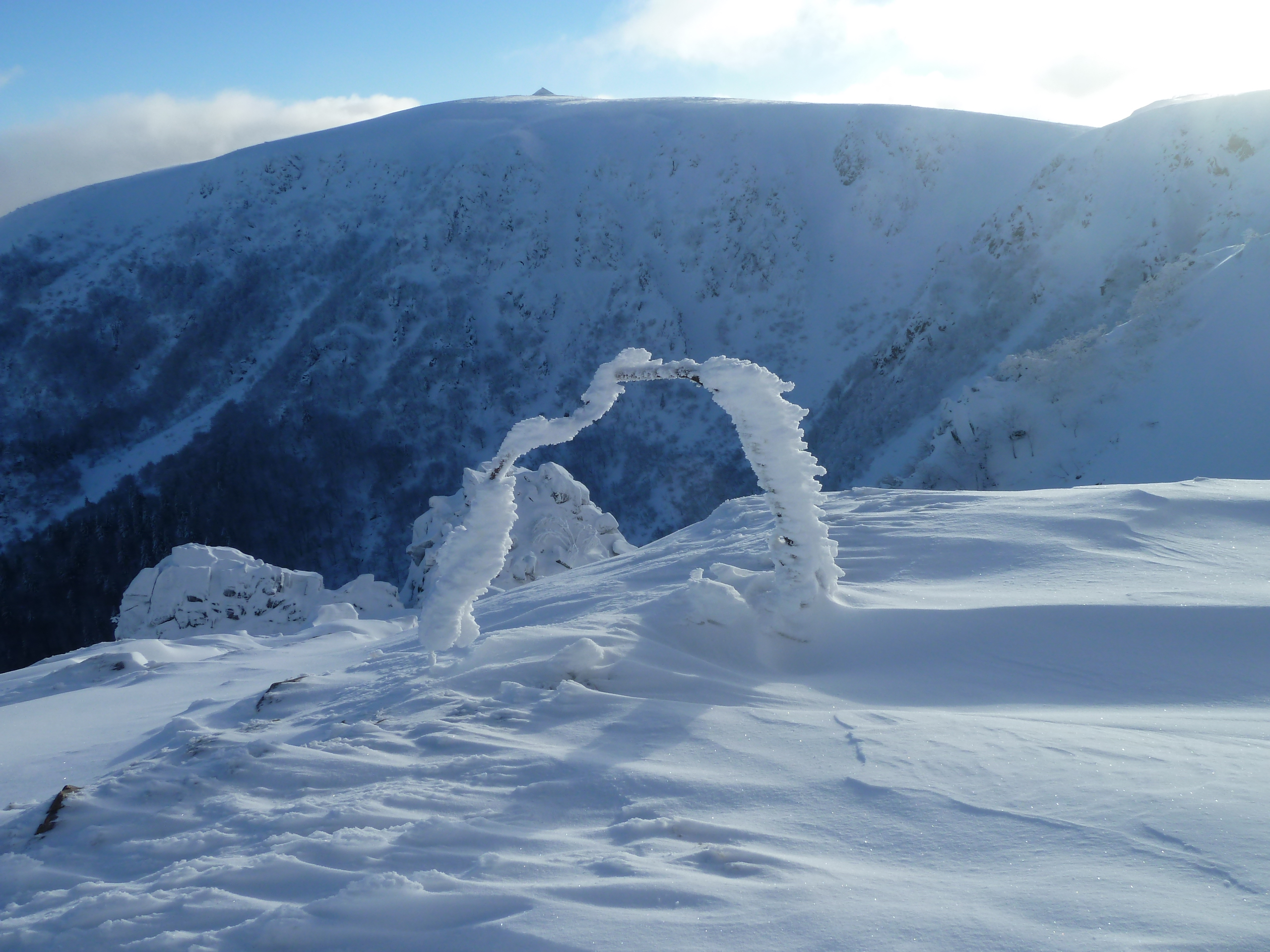
Les hauts de la Schlucht en hiver, vue sur le Hohneck.

## Littérature
- Le Relais d'Alsace[12] est un roman de Georges Simenon écrit à bord de l'Ostrogoth, amarré au quai d'Anjou près du pont Marie, à Paris en juillet 1931. L'action de ce roman se situe au col de la Schlucht dans un hôtel fictif intitulé Le Relais d’Alsace. Il constitue le premier roman de Simenon publié sous son nom sans être un Maigret. L'édition originale a été publiée chez Fayard.